# Guanajuato (staat)
Guanajuato (Purépecha: Kuanajuato, Otomí: Uanahuatö) is een staat in het midden van Mexico. De staat heeft een oppervlakte van 30.589 km² en grenst aan San Luis Potosí, Querétaro, Michoacán, en Jalisco. Guanajuato heeft 4.855.000 inwoners (2003). De hoofdstad heet eveneens Guanajuato. Andere steden zijn Celaya, León en Dolores Hidalgo, bekend van de Grito de Dolores, het begin van de Mexicaanse Onafhankelijkheidsoorlog.
De staat werd al vroeg door de Spanjaarden gekoloniseerd vanwege de rijkdom aan zilver. Tegenwoordig bevinden zich in Guanajuato nog steeds een aantal van de meest productieve zilvermijnen ter wereld. Andere bodemschatten die in Guanajuato gewonnen worden zijn tin, goud, koper, lood, kwik en opalen.

## Gemeenten
Guanajuato bestaat uit 46 gemeenten, zie Lijst van gemeenten van Guanajuato.